# Бриокур (Верхняя Сона)
Бриоку́р (фр. Briaucourt) — коммуна во Франции, находится в регионе Франш-Конте. Департамент — Верхняя Сона. Входит в состав кантона Сен-Лу-сюр-Семуз. Округ коммуны — Люр.
Код INSEE коммуны — 70097.

## География
Коммуна расположена приблизительно в 310 км к востоку от Парижа, в 70 км севернее Безансона, в 24 км к северу от Везуля.
По территории коммуны протекает река Лантерн.

## Население
Население коммуны на 2010 год составляло 241 человек.
| 1962 | 1968 | 1975 | 1982 | 1990 | 1999 | 2010 |
| ---- | ---- | ---- | ---- | ---- | ---- | ---- |
| 247  | 236  | 233  | 248  | 256  | 253  | 241  |

## Администрация
| Период | Период | Фамилия     | Партия | Примечания |
| ------ | ------ | ----------- | ------ | ---------- |
| 2001   | 2003   | Реймон Пи   |        |            |
| 2003   | 2014   | Дениз Лоран |        |            |

## Экономика
В 2010 году среди 136 человек трудоспособного возраста (15—64 лет) 109 были экономически активными, 27 — неактивными (показатель активности — 80,1 %, в 1999 году было 62,4 %). Из 109 активных жителей работали 104 человека (57 мужчин и 47 женщин), безработными было 5 (2 человека и 3 женщины). Среди 27 неактивных 8 человек были учениками или студентами, 15 — пенсионерами, 4 были неактивными по другим причинам.